# Thecla aegides
Thecla aegides är en fjärilsart som beskrevs av Felder 1865. Thecla aegides ingår i släktet Thecla och familjen juvelvingar. Inga underarter finns listade i Catalogue of Life.